# VfR Neumünster
Verein für Rasensport Neumünster von 1910 e.V. é uma agremiação esportiva alemã, fundada a 3 de março de 1910, sediada em Schleswig-Holstein.

## História
Foi criado como FV Neumünster por membros do FC Germania 1907 Neumünster e Viktoria FC 1909 Neumünster. Em 1924, o FV foi acompanhado pelo VfR Neumünster 1923, que foi o departamento de futebol do TV Gut-Heil Neumünster para a criação da associação.
O VfR obteve um sucesso apenas modesto nos seus primeiros anos, participando da segunda divisão por uma única temporada na temporada 1937-1938. Avançou então à primeira divisão, a Oberliga Nord, em 1955, sendo seu melhor resultado um terceiro lugar em 1959. O clube terminou em terceiro lugar atrás do Hamburger SV e Werder Bremen, e à frente de famosos, como o Eintracht Braunschweig, Hannover 96, FC St. Pauli e o VfL Osnabrück.
Após a formação da Bundesliga, em 1963, o VfR foi inserido na segunda divisão, a Regionalliga, mas rapidamente caiu nas fileiras profissionais. Durante o final dos anos 1950 e início dos 1960, até a formação da Bundesliga, o elenco amador do clube jogou na segunda divisão de futebol na Amateurliga Schleswig-Holstein.
Em meados dos anos 1990 a equipe voltou à Oberliga Nord (IV) e terminou como vice-campeão na temporada 2002-2003, conquista que rendeu ao clube um lugar nos playoffs de promoção para a Regionalliga Nord. Na fase final bateu o Kickers Emden para enfim subir. Sua aventura na terceira divisão durou apenas uma temporada e o time foi prontamente rebaixado depois de um 18º lugar. O lamentável foi sucedido por problemas financeiros que o levaram à falência em 2005. Contudo, o VfR brevemente recuperou-se, mas foi forçado a voltar à falência em 2007.
O time participou nas temporadas 2008-2009 e 2009-2010 na então renomeada Schleswig-Holstein-Liga novamente. Em 2011, comemorou o campeonato invicto, mas o VfR recusou devido a problemas financeiros uma promoção a League One. A 3 de março de 2010 o clube comemorou seu 100º aniversário.

## Títulos
- Amateurliga Schleswig-Holstein (III) campeão: 1966;
- Landesliga Schleswig-Holstein (IV) campeão: 1976;
- Verbandsliga Schleswig-Holstein (IV) campeão: 1980;
- Verbandsliga Hamburg/Schleswig-Holstein (IV) campeão: 2000;
- Oberliga Hamburg/Schleswig-Holstein campeão (IV): 2003;
- Schleswig-Holstein Pokal (Schleswig-Holstein Cup) vencedor: 1975, 2004;

## Cronologia
| Schleswig-Holstein-Liga 1994/95 | 2  | unbek. |
| Oberliga Hamburg/SH 1995/96 | 12 | 37     |
| Oberliga Hamburg/SH 1996/97 | 10 | 41     |
| Oberliga Hamburg/SH 1997/98 | 10 | 34     |
| Oberliga Hamburg/SH 1998/99 | 14 | 31     |
| Verbandsliga Schleswig-H. 1999/2000 | 1  | unbek. |
| Oberliga Hamburg/SH 2000/01 | 9  | 39     |
| Oberliga Hamburg/SH 2001/02 | 6  | 57     |
| Oberliga Hamburg/SH 2002/03 | *1 | 66     |
| Regionalliga Nord 2003/04 | 18 | 23     |
| Oberliga Nord 2004/05 | 5  | 58     |
| Oberliga Nord 2005/06 | 14 | 33     |
| Oberliga Nord 2006/07 *2 | 11 | 44     |
| Verbandsliga Schleswig-H. 2007/08 | 2  | 79     |
| Schleswig-Holstein-Liga 2008/09 | 2  | 75     |
| Schleswig-Holstein-Liga 2009/10 | 2  | 75     |
| Schleswig-Holstein-Liga 2010/11 | 1  | 82     |
| Schleswig-Holstein-Liga 2011/12 | 1  | 80     |
| Verde: Terceira Liga Amarelo: Quarta Liga Vermelho: Quinta Liga *1: Participação na promoção contra o Kickers Emden e promoção para a RL do Norte *2: rebaixamento |    |        |